# Jaroslav Paik
Jaroslav Paik (15. července 1948, Třebíč – 19. března 2018, Třebíč) byl český sbormistr.

## Biografie
Jaroslav Paik se narodil v roce 1948 v Třebíči, vystudoval základní školu a chtěl nadále pokračovat ve studiu, ale z náboženských důvodů nemohl pokračovat a tak se vyučil elektromontérem. Vzdělával se však také v základní umělecké škole v Třebíči, učil jej tam hudbu Otmar Urban, u Libuše Orsagové se učil hře na housle a violu. Již jako student byl přijat do Komorního sdružení v Třebíči. V roce 1965 založil ženský chrámový sbor při kostele sv. Martina v Třebíči, v roce 1989 založil také komorní pěvecký sbor Canto allegre a v roce 1992 převzal vedení Sbor třebíčských učitelů. V roce 1979 založil u kostela sv. Martina také smíšený pěvecký sbor, působil také ve sboru v Rokytnici nad Rokytnou nebo v Mrákotíně.
Obdržel ocenění bratří Veselkových a cenu Karla Hradila.